# هوده
هوده (به آلمانی: Hude) یک شهر در آلمان است که در Oldenburg واقع شده‌است.

## خواهرخوانده
شهرهای کروپلینگ و فیومه ونتو خواهرخوانده‌های هوده هستند.